# Firefox Monitor
Firefox Monitor — онлайн сервіс перевірки скомпрометованих даних користувачів запущений 25 вересня 2018 року компанією Mozilla в партнерстві з сайтом Have I been Pwned?.  Онлайн сервіс дає можливість користувачам перевірити чи фігурують їх поштові адреси та паролі у відомих зливах даних, а також підписатись на сповіщення про можливі майбутні зливи даних.